# Živnostenský dům (Bratislava)

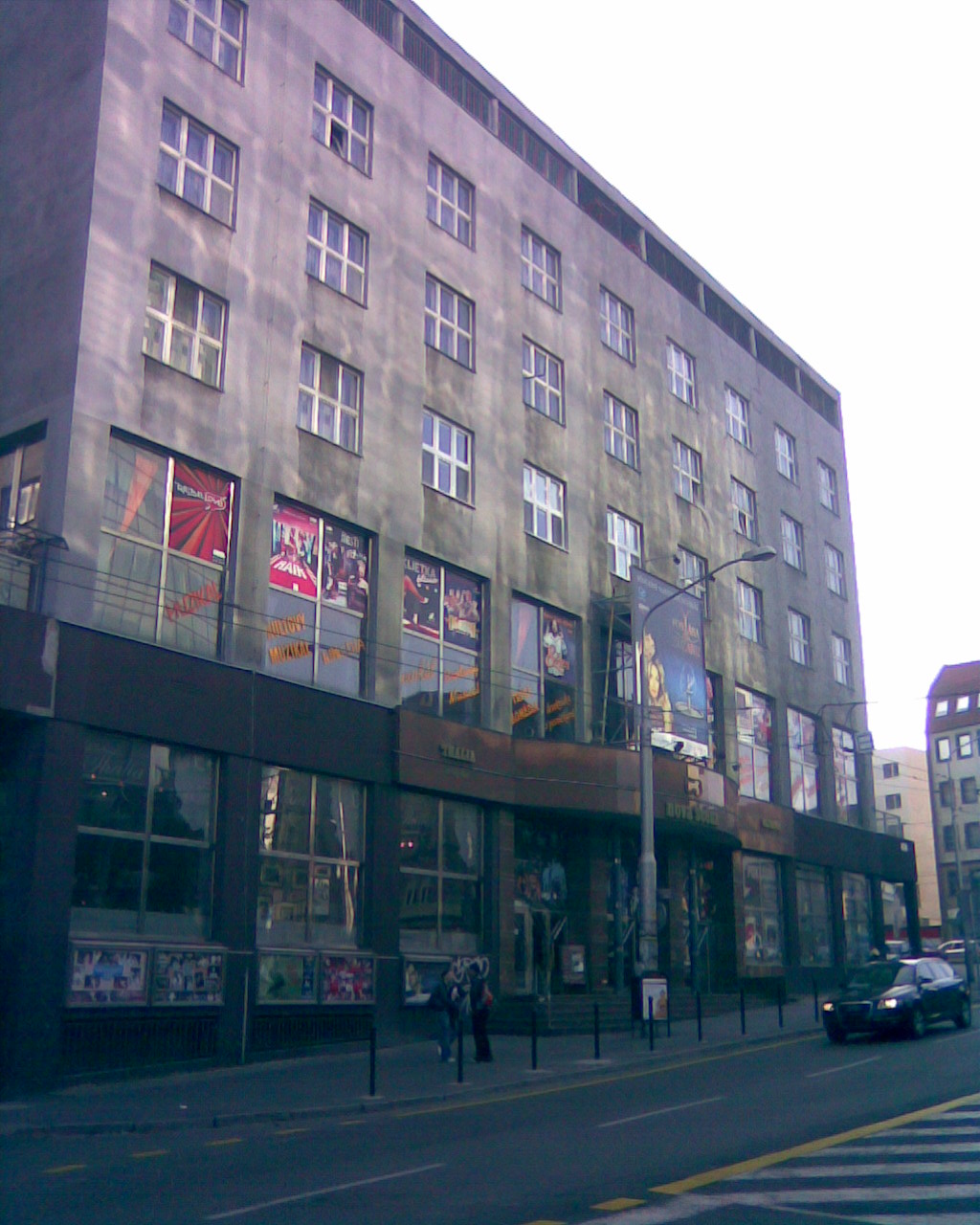
bývalý Živnostenský dům

Živnostenský dům je funkcionalistická stavba na Kollárově náměstí v Bratislavě od architekta Klementa Šilingera. V současnosti zde sídlí divadlo Nová scéna.

## Dějiny
Místo, kde se nachází Nová scéna, má bohatou minulost. Bratislava, druhé nejvýznamnější město v tehdejším Československu, zažilo v dvacátých letech minulého století velký boom. Staré čtvrti poskytly místo rozsáhlé výstavbě nových domů, kanceláří a škol. Jak město postupně rostlo, zabíralo plochy předměstí.
Na území dvou náměstí, Senného a Obilného trhu (dnešní Vysoká ulice a Kollárovo náměstí), na místě kde do té doby stávala městská sýpka a váha na obilí, byla vyhlášena soutěž na výstavbu Živnostenského domu - "Živnodomu".
Když v roce 1928 Klement Šilinger zvítězil se svým projektem v této soutěži, vytvořil tehdy jednu z největších staveb na Slovensku, masivní dvojblok s výrazným členěním hmot. Stavba se realizovala v letech 1929 – 1930. Architekt, ctící genia loci, našel vhodné řešení i v nevhodném svažujícím se terénu. Šestipodlažní objekt vnesl do prostoru novou výškovou dimenzi. Dynamičnost vzepření hmot zvýrazňuje střední ulička, kterou Šilinger vytvořil a která spojuje Vysokou ulici s Kollárovým náměstím. Kromě funkčního významu je i vizuálně velmi efektní. Bohatý stavební program obsahoval živnostenské provozovny a kanceláře, restauraci, kavárnu, obchody, 76 komfortních bytů a sál s hledištěm pro 552 osob, původně určený pro schůze a filmová představení (nacházelo se zde lidové kino Alfa), avšak ještě během stavby změněný na divadlo. Rozsáhlé terasy měly sloužit zčásti k rekreaci obyvatel domu, zčásti jako letní kavárna přístupná výtahem. V letech 1985 – 1990 obnovili prostory divadla (Ferdinand Zbuško a kol.) přičemž odstranili původní mobiliář a doplnili kamenný portál nad hlavním vstupem. Upravili prostory šaten, zkušeben a vedení v části objektu na Živnostenské ulici, dále upravili jeviště, divadelní část a prostory kavárny Olympia. Jevištní prostor zvýšili a rozšířili s možností spodního nástupu herců, ale hlavně rozšířili jevištní prostor o zadní jeviště vytvořením nové konstrukce na úrovni stávajícího jeviště. Hlediště bylo třeba přestavět pro nedostatečnou křivku viditelnosti. V souvislosti s touto úpravou bylo nezbytné navrhnout nový balkon s konstrukcí vycházející z daného prostoru hlediska. Po obou stranách hlediska navrhli lóže.

## Architektonické řešení
V původních návrzích byl objekt lehkou funkcionalistickou architekturou – měl hladké fasády, horizontální okna, přízemí odlehčené sloupy a střešní nástavbu v podobě jednoduchého rámu s vlajkovými stožáry. Během realizace nahradily horizontální okenní otvory vertikálními, které měly sice velkou plochu, ale byly tradičnější. Interiér objektu byl vybaven velmi jednoduše, avšak kultivovaně a v duchu dobových představ – horizontální zábradlí, barevné nátěry stěn, moderní svítidla, nábytek z ohýbaného dřeva. Stropy mají přiznanou rámovou strukturu.
Parter je v části do Kollárova náměstí prosklený. V třetím, čtvrtém a pátém nadzemním podlaží nastává shoda okenních otvorů. Taky v prvním a druhém nadzemním podlaží nastává shoda velkých okenních otvorů. Na fasádě v prvním a druhém podlaží je viditelný skelet.
Vnější portál, vstup a schodiště jsou obloženy leštěným kamenným obkladem hnědé barvy. Celá vnější fasáda je realizována jako omítka na přízemí fialovobordové barvy, na ostatních patrech šedé barvy. Fasádu oživuje portál a reklamní poutače.

## Konstrukční řešení
Dům sestává ze dvou samostatných částí propojených můstkem v úrovni prvního patra vytvářejících obloukovou Živnostenskou ulici. Stavebně je stavba realizována jako železobetonový skelet s výplní z plných pálených cihel různé tloušťky v modulu 15 cm. Stavba obsahuje 6 nadzemních podlaží a 2 podzemní podlaží. Je zastřešená plochou střechou. Základy stavby jsou realizovány formou železobetonových pásů v kombinaci s železobetonovými monolitickými patkami. Podzemní podlaží jsou prosvětlené anglickými dvorky. Světlé výšky jednotlivých podlaží jsou různé a pohybují se v podsklepené části od 2,40 do 3,65 m a v nadzemních částech od 2,95 do 4 m. Nad divadelní sálem je řešen akustický podhled a v střešní konstrukci jsou osazeny světlíky. Nad hledištěm se nacházejí dvě osvětlovací lávky a nad balkonem jedna.

## Dispoziční řešení
Hlavní vstup do budovy Nové scény je z Kollárova náměstí. Pás nad tímto vstupem akcentuje k vnější fasádě a tím upozorňuje na vstup. Do obytných částí jsou 3 vstupy ze Živnostenské ulice a jeden z Náměstí 1. května. Pro potřeby divadla (dopravu dekorací) slouží zadní vstup z Vysoké ulice. Nová scéna je funkcionalistická polyfunkční budova (divadlo, denní bar, kavárna, cestovní kancelář, obytné prostory) s výrazným horizontálním členěním. Je částečně symetrická v přední části, dále je asymetrická. Obsahuje vstupní prostor, po jeho celé šířce se nachází 5 vyrovnávacích stupňů, kterými se dostaneme do výškové úrovně ± 0,000 což je 1. nadzemní podlaží = hlavní vstupní prostor - foyer. V něm je viditelná konstrukce formou sloupů. Nalevo od vstupní haly se nachází denní bar Thalia, napravo pokladna a (dnes již nefungující) kavárna Olympia a cestovní kancelář Hydrotour zpřístupněná z Náměstí 1. května. Dále se na obou stranách nacházejí schodiště, která zpřístupňují balkon. Z foyeru je dále dvěma bočními schodišti zpřístupněno 1. podzemní podlaží na výškové kótě -3,630, kde je další foyer, s nějž jsou zpřístupněny šatny, sociální zázemí a divadelní sál s hledištěm, jevištěm a orchestřištěm, které dominuje prostoru a je ohrazeno šestipodlažními bloky stojícími dokola. Za divadelní sálem i po jeho bocích jsou přidružené pomocné provozní prostory. Na 2. podzemním podlaží se nacházejí pomocné prostory - strojovna vzduchotechniky, šatna pro orchestr, sklady, potrubní rozvody atd. V jevištním prostoru se nachází provaziště, kouřová klapka a nad zadním jevištěm se nachází na výškové kótě + 5,020 sklad kostýmů a dekorací a na 3. nadzemním podlaží na výškové kótě + 10,270 se nachází strojovna. Budova má spoustu horizontálních a vertikálních komunikací včetně osobních a nákladních výtahů. V nižší části budovy je parter odlehčený sloupy, na přízemí se nacházejí prodejny a na patře malé provozy. Na 3., 4. a 5. nadzemním podlaží se v obou částech budovy nacházejí byty. Šesté nadzemní podlaží je ustupující.
Živnodom byl v období svého vzniku jednou z největších a nejmodernějších staveb v Bratislavě.